# Mang Yang (xã)
Mang Yang là một xã của tỉnh Gia Lai, Việt Nam
Theo Nghị quyết số 1664/NQ-UBTVQH15 ra tháng 6 năm 2025, sáp nhập tỉnh Bình Định vào tỉnh Gia Lai. Giải thể huyện Man Yang, thành lập xã Mang Yang trên cơ sở sáp nhập diện tích tự nhiên và dân số của thị trấn Kon Dơng và các xã Đăk Yă, Đak DJrăng, Hải Yang.